# Stryper
Stryper é uma banda de metal cristão da Califórnia. Foi fundada no início da década de 1980 com o nome Roxx Regime pelo irmãos Robert (bateria) e Michael Sweet (vocais), acompanhados de Eric Johnson no baixo. C.C. DeVille (Poison) e Doug Aldrich foram guitarristas da banda nesse período. A banda logo alcançou sucesso devido ao seu estilo Glam Metal e letras com temática cristã (algo pouco difundido entre a cena metal da época). Uma demo foi gravada em 1982 como forma de divulgação da banda.
Em 1984, já sendo chamada de Stryper, lançou um EP de divulgação, The Yellow and Black Attack, que chamou muito a atenção do público, mesmo sendo disponibilizadas apenas 2.000 cópias. Em 1985 foi lançado seu primeiro álbum, Soldiers Under Command, marcando o início de seu sucesso internacional. Em 1986, a carreira da banda chegou ao auge com seu terceiro álbum, To Hell With The Devil. Este disco é considerado como um dos melhores de Metal Cristão (White Metal). Em 1988 entrou em cena In God We Trust, com uma levada mais pop, mas mantendo absurdamente a quantidade de fãs da banda. Em 1990 a banda entrou em crise com o lançamento do álbum Against the Law. Como o próprio título revela, os integrantes estavam revoltados com a forma que as coisas estavam indo no meio cristão e rebelaram-se contra os dogmas ainda mais, porém de uma forma negativa. Após duras críticas contra eles, tanto do meio secular como religioso, a banda lança o álbum "Can't Stop The Rock", que foi considerado uma forma de redenção pelo que fora apresentado ao público durante o ano passado.
Após um hiato de oito anos, que começou em 1993, a banda reuniu-se novamente para alguns shows em 2000-2001, porém não retornando às suas atividades oficialmente. A expectativa gerada pelo público na época levou a banda a iniciar uma turnê em 2003 de reunião, a Reunion Tour, trazendo aos palcos novamente o quarteto mais importante do White Metal. Também foi lançada nesse ano a coletânea 7: The Best of Stryper. Foi lançado em 2004 o disco 7 Weeks: Live in America, gravado ao vivo durante a turnê de 2003, sendo a última de Tim Gaines como baixista oficial da banda. Em 2005 foi lançado o álbum Reborn que caracterizou o retorno da banda com um novo integrante, Tracy Ferrie, substituindo Gaines. No ano de 2006, a banda além de lançar o álbum Extended Versions gravado ao vivo, realizou seu primeiro concerto no Brasil, na antiga Via Funchal em São Paulo. Em 2007 saiu The Roxx Regime Demos, uma coletânea de canções gravadas no ano de 1983, período em que a banda iniciou suas atividades. Foi nesse ano que o vocalista e front-man Michael Sweet entrou para a famosa banda Boston, como um dos vocalistas e guitarristas. No ano de 2009 foi lançado o álbum Murder By Pride que, juntamente com a 25th Anniversary Tour (que trazia Tim Gaines de volta aos palcos), comemorou os 25 anos de fundação da banda. Em 2011 lançaram The Covering, com regravações de clássicos de bandas que influenciaram no som do Stryper. Novamente alguns fãs duvidaram da fé da banda, porém, ao contrário do que ocorreu na década de 90, eles continuaram a fazer sucesso e a recuperar o prestígio dos anos de ouro.
No início de 2013, a banda fez sua sua segunda apresentação no Brasil, desta vez no Carioca Club, também em São Paulo. Após alguns meses foi lançado o disco Second Coming, relembrando clássicos, e no final do ano, o tão aguardado No More Hell To Pay foi lançado à venda, este com uma sonoridade semelhante à To Hell With The Devil. Em 2014 foi lançado o primeiro álbum ao vivo da banda, Live At The Whisky, gravado na casa de shows Whiskey a Go Go, em Hollywood. Também nesse ano a banda fez sua primeira turnê pelo Brasil, realizando o sonho de muitos fãs.

## História
Formada em 1983 pelos irmãos Michael (vocalista) e Robert Sweet (baterista) e os amigos Oz Fox (guitarrista) e Timothy Gaines (baixista, tecladista).
Em 1984, assinam com a Enigma Records, e em julho saiu o EP "The Yellow And Black Attack", com 6 músicas. Mas o Primeiro grande lançamento, foi "Soldiers Under Command", de 1985, que vendeu mais de meio milhão de cópias em todo o mundo.
Em 1986, saiu "To Hell with the Devil", considerado por muitos o melhor trabalho do Stryper. O EP "The Yellow and Black Attack" foi re-lançado como álbum completo, com duas músicas a mais, "My Love I'll Aways Show" e "Reason For The Season".

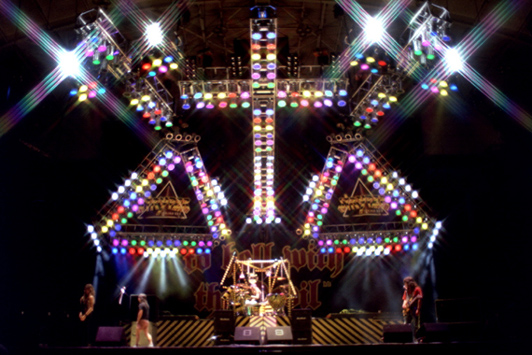
Stryper em concerto em 1986

Em 1988, o Stryper grava "In God We Trust", destacando a música "I believe in You", que no Brasil fez parte da trilha sonora da novela "O Salvador da Pátria", exibida pela TV Globo. Saindo da turnê desse disco, retiraram-se para 8 meses de ensaios no estúdio de Robert Sweet. O resultado foi "Against the Law" de 1990, que deixou alguns fãs confusos com a mudança da aparência do Stryper.
Isso levou numerosos rumores e perguntas sobre a sinceridade da fé da banda.  Pois até "In God We Trust", as mensagens eram bem claras acerca da vida cristã, já no trabalho "Against the Law" as letras não condiziam com o que os integrantes pregavam anteriormente.
Em 1991 sai "Can't Stop the Rock", uma coletânea de músicas gravadas de 1984 a 1991, incluindo duas novas músicas, "Believe" e "Can't Stop The Rock" que é a resposta da banda para aqueles que ficaram surpresos na mudança do Stryper que aparecia no disco anterior.  Mas nem tudo eram flores no Glam Rock: as críticas, vindas de todos os lados, não tardaram a ser lançadas contra aqueles que estavam mudando a cara da música cristã americana. Depois de gravar o disco já citado "Against the Law", uma manifestação de puro protesto e sem nenhuma referência ao Senhor Jesus, a Deus ou a Salvação, não é difícil de se imaginar o que rolou depois disto: brigas, intrigas e muita confusão.
"Perdemos o nosso foco, esquecemos a mensagem. Começamos com festas, bebidas e tudo mais. Passamos a viver o que condenávamos no palco."
Michael Sweet.
"Foi aí que Deus entrou em cena e fez parar a confusão. Hoje sei que Deus nos perdoou e sou-lhe grato pela chance de fechar as portas do passado."
Michael Sweet.
Em janeiro de 1992, Michael segue sua carreira solo. Michael era o primeiro a reaparecer na mídia, quando fechou negócios com uma nova gravadora. Esta união resultou em três álbuns solo: "Michael Sweet", "Real" e "Self". Em 1994, Tim e Robert se unem a Rex Carrol (ex-Whitecross) e Jimmi Bennet na banda King James. Em 1998, Tim e Oz se unem no Sin Dizzy. Em 2002, a Hollywood Records, faz um convite à banda para lançar um novo disco, que é lançado em 2003, "Seven: The Best of Stryper" e logo em seguida surge um Tour na América que se transforma em mais um novo disco: "7 Weeks: Live in America, 2003".
Em 2005, foi lançado outro álbum "Reborn". Esse é o novo Stryper, de novo estilo musical. A banda seguiu com a nova formação e, em 2009, lançaram o álbum "Murder By Pride", um álbum mais voltado às suas origens, com solos e agudos de Michael Sweet. A capa foi feita pelo brasileiro Gilvan Rangel, da cidade de Campina Grande-PB, onde o mesmo recebeu uma carta de agradecimento, escrita por Michael Sweet, um poster comemorativo dos 25 anos e o CD autografado. Foi realizada a turnê de aniversário de 25 anos da banda, com todos os membros originais (Michael e Robert Sweet, Oz Fox, Timothy Gaines).

## Nome da banda
O nome "Stryper" é referência à palavra "stripes", do verso 5 do Capítulo 53 do livro bíblico de Isaías:
Em inglês, na Bíblia versão King James: "But he was wounded for our transgressions, he was bruised for our iniquities: the chastisement of our peace was upon him; and with his stripes we are healed."
Em português, na Bíblia NVI: "Mas ele foi transpassado por causa das nossas transgressões, foi esmagado por causa de nossas iniquidades; o castigo que nos trouxe paz estava sobre ele, e pelas suas feridas fomos curados."
Esta referência bíblica (Isaías 53:5) também faz parte do logotipo da banda. No contexto do verso bíblico acima, a palavra "stripes" significa "ferida", ou seja, as marcas causadas pela flagelação que Jesus Cristo viria a sofrer.
Além deste significado, a palavra "stripes" também pode ser traduzida para o português como "listras" ou "listas", o que conferiu à banda o visual listrado característico de seus primeiros anos, além das listras no logotipo. Posteriormente, o baterista Robert Sweet criou um retroacrônimo para o nome "Stryper", ou seja, transformou a palavra STRYPER em um acrônimo (sigla): Salvation Through Redemption, Yielding Peace, Encouragement and Righteousness. Em português: "Salvação Através de Redenção, Trazendo Paz, Encorajamento e Retidão".

## Estilo
Durante a década de 1980, Stryper representou o estilo glam metal popular durante o tempo que se caracterizou por comportamentos altamente visuais. Um elemento característico da banda foi que todos os seus equipamentos, aparelhos e instrumentos foram pintados em riscas amarelas e pretas.
Stryper também teve outras marcas distintivas. Além de posicionar o set de bateria de Robert Sweet de lado para o público, também costumavam jogar Bíblias para a multidão nos concertos, especificamente edições do Novo Testamento com adesivos da banda.
Como um protesto contra o "666", símbolos popular entre os fãs de heavy metal da época, Robert Sweet promoveu um símbolo numerológico alternativo, o "777", símbolo que posteriormente se tornou bastante popular entre os metaleiros cristãos. Embora o número "777" não é referenciado pela Bíblia (em oposição a 666, mencionado no Livro do Apocalipse como o número da besta) o número "7" é tradicional (em simbolismo cristão) associado a divina perfeição.

## Membros

### Membros Atuais
- Michael Sweet, vocal e guitarra (1983–92, 2003–atualmente)
- Oz Fox, guitarra e Vocais (1983–92, 2003–atualmente)
- Robert Sweet, bateria (1983–92, 2003–atualmente)
- Perry Richardson - Baixo (2017-atualmente)

### Ex-Membros
- Tracy Ferrie, baixo (2004–2010).
- Timothy Gaines, baixo (1983-2017)

## Discografia
| - The Yellow and Black Attack (EP, 1984) - Soldiers Under Command (1985) - To Hell with the Devil (1986) - In God We Trust (1988) - Against the Law (1990) - Reborn (2005) - Murder by Pride (2009) - The Covering (2011) - Second Coming (2013) - No More Hell to Pay (2013) - Fallen (2015) - God Damn Evil (2018) - "Even The Devil Believes" (2020) - "The Final Battle" (2022) - "When We Were Kings" (2024) - 7 Weeks: Live in America, 2003 (2004) - Extended Versions (2006) - Greatest Hits: Live in Puerto Rico (2007) - Live at the Whisky (2014) - Can't Stop the Rock: The Stryper Collection (1991) - Seven: The Best of Stryper (2003) - The Roxx Regime Demos (7 de julho de 2007) - Icon (2014) | - Reason For The Season (1984) - Soldiers Under Command (1985) - Together As One (1985) - Reach Out (1985) - Calling On You (1986) - Free (1986) - Honestly (1987) - Always There For You (1988) - I Believe In You (1988) - Keep The Fire Burning (1988) - Shinning Star (1990) - Lady (1991) - Can't Stop The Rock (1991) - Believe (1991) - No More Hell to Pay (2013) - Sympathy (2013) |

## Videografia
- Live in Japan (1985)
- In The Beginning (1987)
- Stryper Burning Flame Live in Japan 89 (1989)
- Stryper Expo (2000)
- Stryper Expo II: West Side Story (2001)
- Greatest Hits: Live in Puerto Rico (2004)
- Live in Jakarta Rock Land Indonésia   (2012)